# 格羅茨卡
格羅茨卡是塞爾維亞的自治市，由首都貝爾格萊德負責管轄，位於該國中部多瑙河畔，距離貝爾格萊德市區約20公里，面積289平方公里，海拔高度71米，2011年人口8233。

## 外部連結
- Municipality of Grocka （页面存档备份，存于）

44°40′N 20°43′E / 44.667°N 20.717°E